# Юзеф Циранкевич
Ю̀зеф Адам Зѝгмунт Циранкѐвич (на полски: Józef Adam Zygmunt Cyrankiewicz) е полски политик, социалистически и комунистически деец. Премиер на Полша (1947 – 1952, 1954 – 1970). Председател на Държавния съвет на Полската народна република в периода 1970 – 1972 г.

## Биография

### Ранни години
Роден е на 23 април 1911 г. в град Тарнов, в семейството на Регина (с моминско име Шляпак), дъщеря на собственик на мелници и Юзеф Циранкевич, инженер. В началото на 1920-те години семейството се мести в Краков.
След като завършва гимназия през 1930 г. Циранкевич се записва в училището за офицери резервисти от артилерията. След едногодишна служба се уволнява със звание лейтенант и продължава образованието си в Правния факултет на Ягелонския университет.
От 1931 г. е член на Полската социалистическа партия (ПСП) а през 1935 г. е избран за секретар на местната организация.

### Военен период
След нахлуването на Третия райх в Полша Циранкевич е мобилизиран и участва в бойни действия. На 15 септември 1939 г. в битка при град Томашов Люблински батальонът му е разбит и той попада в плен, но по-късно успява да избяга. Укривайки се в Краков започва да работи за съпротивата. В началото на 1941 г. изпращайки куриер с инструкции, помага на Ян Карски да избяга от Гестапо. Малко след това е заловен от германците и след едногодишно пребиваване в краковски затвор и опит за бягство е изпратен в концентрационния лагер Аушвиц. В лагера е известен с псевдонима Рот (Rot) и според официалната версия успява да заеме лидерска позиция сред попадналите там бивши членове на ПСП, като ги организира в тайна група.
Съществува мнение, че всъщност в лагера Циранкевич сътрудничи на Гестапо и търгува с валута и различни ценности. А приписваната му организационна дейност е невярна, защото истински организатор на съпротивително движение в лагера е Витолд Пилецки.
През 1945 г. германците започват да изтеглят лагеристите към вътрешността на райха и Циранкевич попада в лагера Маутхаузен. На 5 май е освободен от американците и се завръща в Полша.

### Политическа кариера

#### Политически борби и съглашение с ПРП
След завръщането си Циранкевич се присъединява към ръководството на възстановяващата се ПСП. На конгреса на партията от юни 1945 г. е избран за генерален секретар. След като ПСП взема решение за сътрудничество с Полската работническа партия (ПРП) и съвместно участие на предстоящите избори, Циранкевич участва в преговорите с други леви партия за оформяне на единен блок. Разговорите с лидера на Полската народна партия (ПНП) Станислав Миколайчик се провалят, което кара Циранкевич и Роман Замбровски от ПРП да поставят ултиматум на ПНП, в който я заплашват с унищожение ако не започне преговори за присъединяване към оформящия се блок до 1 март 1946 г. Съветския политически съветник от посолството във Варшава Яковлев след среща с Циранкевич предава мнението му относно ПНП. Според лидера на социалистите ПНП все по-ясно показва характера си на опозиционна партия и той е привърженик на настъпателна политика спрямо нея. Малко по-късно, в Лондон Циранкевич разговаря с Адам Чьолкош, един от водачите на десните социалисти от Полската социалистическа партия-Свобода, равенство, независимост (ПСП-СРН). Тази среща тревожи Москва, и това налага нов разговор между Яковлев и Циранкевич. На него лидера на ПСП споделя несъгласието си с репресивната политика на ПРП спрямо героите от Варшавското въстание и останалите бойци на Армия Крайова, смятайки че комунистите не отчитан силния патриотизъм и омразата към Русия в широки маси от полското общество. Ролята на своята партия вижда в това, да привлече към себе си отблъснатите от ПРП хора. Отчитайки прекалено малкото участие на ПСП в управлението на държавата, за сметка на ПРП, както и слабостите на последната, лидера на социалистите започва да смята, че по-правилно би било неговата партия да се коалира с ПНП на Миколайчик. Тази промяна в мнението води до организирането на две срещи между водачите на социалистите Циранкевич, Едвард Осубка-Моравски и Станислав Швалбе със Сталин в Москва. След тези срещи Циранкевич и неговите другари се връщат към старата си позиция за коалиране с комунистите. Започналите безрезултатни обсъждания, за разпределение държавните постове между комунисти и социалисти, налагат нова среща със Сталин. Няколко дни след нея, на 28 ноември 1946 г. е подписано съглашение за общи действия, подхранващо илюзиите на Циранкевич, че е възможно равноправно партниране с комунистите.

#### Премиер на Полша (1947 – 1952 г.)
След изборите за сейм от 19 януари 1947 г. и победата на т.нар. Демократичен блок, в който влизат ПСП, ПРП, Демократичната партия (ДП) и Народната партия (НП), на 8 февруари Циранкевич сформира коалиционно правителство с вицепремиери Владислав Гомулка (ПРП) и Антони Кожицки (НП). На XVII конгрес на ПСП през декември 1947 г. Циранкевич е преизбран за генерален секретар. На състоялата се на 11 март 1948 г. тайна среща с лидери на ПРП Циранкевич приема да започне подготовка за обединение на двете партии. Последва насилствено сливане на ПСП с подкрепяната от СССР комунистическа ПРП, с което на 15 – 21 декември 1948 г. е създадена Полската обединена работническа партия (ПОРП). В новата пария Циранкевич е избран за секретар на централния комитет, заедно с Болеслав Берут, Роман Замбровски и Александер Завадзки.

В резон с комунистическата политика спрямо църквата след изборите, новия премиер на два пъти публично предупреждава висшия клир, че правителството няма да търпи вмешателството му в политическия и обществения живот на страната. В края на 1948 г. между 100 и 400 духовници попадат в затвора а печатното им издание Варшавски седмичник (Warszawski Tigydnik) е спряно. През май 1949 г. в своя реч Циранкевич споделя:
| „ | мобилизация на най-широки слоеве от народа в борба срещу антинационалната, антинародна политика на католическата църква в Полша, в борба за отделяне на трудещите се от реакционното духовенство, изпълняващо заповеди на Ватикана. | “ |

#### Вицепремиер (1952 – 1954 г.)
В годините 1952 – 1954 е вицепремиер в правителството на Берут, след което отново заема премиерския пост.

#### Премиер на Полша (1954 – 1970 г.)
След решение взето на втория конгрес на ПОРП, на 18 март 1954 г. Циранкевич отново поема длъжността на министър-председател (председател на съвета на министрите).
През 1956 г. армия от 8000 войника и 300 танка смазва брутално стачката започнала в познанския завод Сталин, като жертвите се оценяват на 57 души. Впечатлява изказването на министър-председателя по националното радио във връзка с конфликта:
| „ | Всеки провокатор или лунатик, който се осмели да вдигне ръка срещу народната власт, нека бъде сигурен, че тази ръка народната власт ще отреже, в интерес на работническата каса, в интерес на трудовото селячество и интелигенцията, в интерес на борбата за повишаване на жизнения стандарт на населението, в интерес на по-нататъшното демократизиране на живота ни, в интерес на страната ни. | “ |

След събитията в Познан е проведено пленарно събрание на партията, на което Циранкевич изнася доклад, в който описва тежкото икономическо състояние на страната. По-късно през годината, на следващо заседание се изявява като един от най-категоричните противници на доклада изнесен от Едвард Охаб, председател на държавния съвет. В него Охаб призовава за решителна борба срещу антисъветските настроения в страната, като смята че добрите отношения със СССР са с фундаментална важност за Полша. Между 18 – 20 ноември 1956 г. Циранкевич участва в разговорите проведени с висши съветски политици, начело с Никита Хрушчов, дошли неочаквано и без покана на откриването на VIII пленум на ПОРП. Няколко дни след тези събития, когато на 24 октомври съветски войски нахлуват в Унгария за да потушат започналото въстание, Циранкевич и Гумулка обнародва възвание, в което изказват подкрепата си към унгарските въстаници. На 4 ноември Циранкевич, Гомулка и Охаб участват на тайна среща в Брест, със съветските лидери Хрушчов, Вячеслав Молотов и Георгий Маленков, на която са обсъдени събитията в Унгария и ролята на съветските войски в Полша.
Проблемите в страната и предстоящите парламентарни избори на 20 януари 1957 г. карат притеснените за стабилността на своето управление комунисти да преосмислят политиката си спрямо църквата. На 14 януари Циранкевич се среща с кардинал Стефан Вишински, примас на Полша и уговаря подкрепата му за управляващата партия на изборите.
На 7 декември 1970 г. Циранкевич и западногерманския канцлер Вили Бранд подписват договор, с който са приети официално границите установени след края на войната и отношенията между двете страни са нормализирани.
На 11 декември същата година, политбюро решава да приложи план за регулиране на цените и заплатите (Циранкевич е против), което води до увеличение цените на храните точно преди Коледа. Следват масови протести в някои полски градове, потушени брутално. Срещу протестиращите са изпратени 27 000 войника, 550 танка, 750 бронетранспортьора, както и 9000 милиционера. Решението за използване на оръжие срещу протестиращите е взето от Гомулка и подписано от Циранкевич в качеството му на премиер. Резултатът е 44 убити, 1164 ранени и над 3000 задържани граждани. Тези събития довеждат до смяна в ръководството на ПОРП и държавата. Циранкевич е отстранен от премиерския пост и му е дадена почетната длъжност „председател на Държавния съвет". На този пост престоява до 1972 г. В периода (1973 – 1986 г.) е председател на Полския комитет за мир. Умира на 20 януари 1989 г. във Варшава и е погребан във военното гробище в квартал Повонзки.

## Личен живот
Циранкевич е известен с многобройните се романси и трите си брака. През август 1940 г. се жени за Йоанна Халина Мунк, сестра на бившата му годеница, но след войната се развежда. Сключва втори брат през 1947 г. с актрисата Нина Андрич. Последната му спътница в живота е Кристина Темпска.